# Pedro Pablo Elizondo Cárdenas
Pedro Pablo Elizondo Cárdenas LC (ur. 4 września 1949 w San José de Gracia) – meksykański duchowny rzymskokatolicki, od 2004 ordynariusz prałatury terytorialnej, zaś od 2020 diecezji Cancún-Chetumal.

## Życiorys
Święcenia kapłańskie przyjął 24 grudnia 1982 jako członek Legionu Chrystusa. Przez kilkanaście lat kierował placówkami nowicjackimi zgromadzenia m.in. w USA i Irlandii. Od 2001 pracował w prałaturze terytorialnej Cancún-Chetumal jako wikariusz biskupi.
26 października 2004 został mianowany biskupem-prałatem Cancún-Chetumal. Sakry biskupiej udzielił mu 22 listopada 2004 abp Giuseppe Bertello. 15 lutego 2020, po podniesieniu prałatury do rangi diecezji, został ustanowiony jej ordynariuszem.